# В 6 часов вечера после войны
«В 6 часов вечера после войны» — советский полнометражный художественный чёрно-белый фильм, снятый режиссёром Иваном Пырьевым на киностудии «Мосфильм» в 1944 году.

## Сюжет
Романтико-поэтический фильм, отображающий не только хронологию войны, но и атмосферу времени, — веру людей в победу и мирную жизнь. Наивных влюблённых война разлучила на несколько лет, но после её окончания им — артиллеристу Василию Кудряшову и зенитчице Варе Панковой — всё же посчастливилось встретиться на давно условленном месте.
В фильме исполнялись следующие песни:
- Марш артиллеристов
- Песня защитников Москвы
- На грозную битву вставайте…
- За мирною чаркою долгие ночи…
- Лихая артиллерийская (Все ребята молодцы, как на подбор…) (Мелодия использовалась как увертюра к фильму)
- Будь смелым, будь храбрым в жестоком бою…

Название фильма заимствовано из сцены прощания Швейка с сапёром Во́дичкой в романе Я. Гашека «Похождения бравого солдата Швейка»: Швейк по пути на фронт договаривается встретиться с другом в пражской пивной «У чаши» «в шесть часов вечера после войны».

## В ролях
- Марина Ладынина — Варя Панкова
- Евгений Самойлов — старший лейтенант Василий Кудряшов
- Иван Любезнов — лейтенант Павел Демидов
- Ариадна Лысак — Феня, подруга Вари
- Елена Савицкая — тётя Катя, управдом
- Евгений Моргунов — артиллерист
- Михаил Пуговкин — артиллерист
- Татьяна Барышева — жительница дома № 5
- Ирина Мурзаева — пианистка
- Людмила Семёнова — зенитчица
- Александр Антонов — командир
- Маргарита Жарова — колхозница (нет в титрах)
- Александра Данилова — зенитчица (нет в титрах)
- Степан Крылов — военный (нет в титрах)
- Татьяна Говоркова — соседка (нет в титрах)

## Съёмочная группа
- Автор сценария: Виктор Гусев
- Режиссёр: Иван Пырьев
- Операторы: Валентин Павлов, Борис (Абрам-Бер) Арецкий
- Художники-постановщики:
  - Алексей Уткин
  - Борис Чеботарёв

## Награды
За фильм «В 6 часов вечера после войны» Сталинской премии II степени в 1946 году удостоены: Виктор Гусев, Марина Ладынина, Иван Любезнов, Иван Пырьев, Евгений Самойлов, Тихон Хренников.

## Факты
- В т. н. «восстановленной версии» фильма из песни «Марш артиллеристов» вырезаны слова «Сталин дал приказ!» и заменены словами «точный дан приказ!».
- Победу создатели фильма предсказали с абсолютной точностью — в мае[1].
- Название фильма восходит к цитате из романа Ярослава Гашека «Похождения бравого солдата Швейка»[источник не указан 947 дней], IV глава второй части:

— Так, значит, после войны в шесть часов вечера! — орал Водичка.

— Приходи лучше в половине седьмого, на случай если запоздаю! — ответил Швейк.
Есть также стихотворение «Шесть часов вечера» Евгения Долматовского периода Финской войны (1940), возможно, давшее начало фильму: